# Golden Gate (most)
Most Golden Gate (eng. Golden Gate Bridge) jedan je od najprepoznatljivijih simbola San Francisca i Sjedinjenih Američkih Država. 

## Povijest i karakteristike mosta
Divljenje i skepticizam bile su reakcije na projekt koji je 1918. godine započeo mladi inženjer Joseph B. Strauss: veličanstveni viseći most koji treba zamijeniti trajekte koji su povezivali San Francisco s gradovima okruga Marin, preko ulaza u zaljev. Tjesnac između San Francisca i Tihog oceana je 1846. g. kapetan John Fremont nazvao Golden Gate, vjerojatno zbog analogije s Golden Hornom u Istanbulu. Međutim, tjesnac je u Bosporu mnogo uži, a vode su pliće i manje turbulentne od ovih u Golden Gateu. Bilo je potrebno pet godina kako bi se svladao lobi brodovlasnika trajekata - u to je vrijeme bilo aktivno više od 170 brodova - i da se uvjeri javnost u vrijednost ove investicije, koja je tada procijenjena na 27 milijuna dolara da bi u konačnici iznosila 35 milijuna dolara. Most Golden Gate jedan je od najprepoznatljivijih simbola San Francisca i SAD-a.
Most je izgrađen 1937. godine. Ukupna duljina mosta (uključujući prilaze) je 2737 m ili 1,7 milja. Udaljenost između dva tornja (glavni luk) je 1.280 metara (4.200 stopa), dok je visina od vode 67 metara (220 stopa). Dva tornja se uzdižu na visinu od 227 metara (746 stopa). Promjer glavnih nosećih kabela je 91 centimetar. Most je lociran na geografskim koordinatama 37°49′11″N, 122°28′43″W. Ima šest traka za motorna vozila te dvije staze za pješake i bicikliste. Dnevno mostom prođe preko sto tisuća vozila.
Golden Gate je bio najveći viseći most na svijetu nakon izgradnje 1937. godine, te je odmah postao simbol San Francisca. Trenutno je to osmi najveći viseći most u svijetu, a drugi u SAD-u, nakon mosta Verrazano-Narrows u New Yorku.